# خلیج سودا
خلیج سودا (انگلیسی: Souda Bay) یک خلیج و

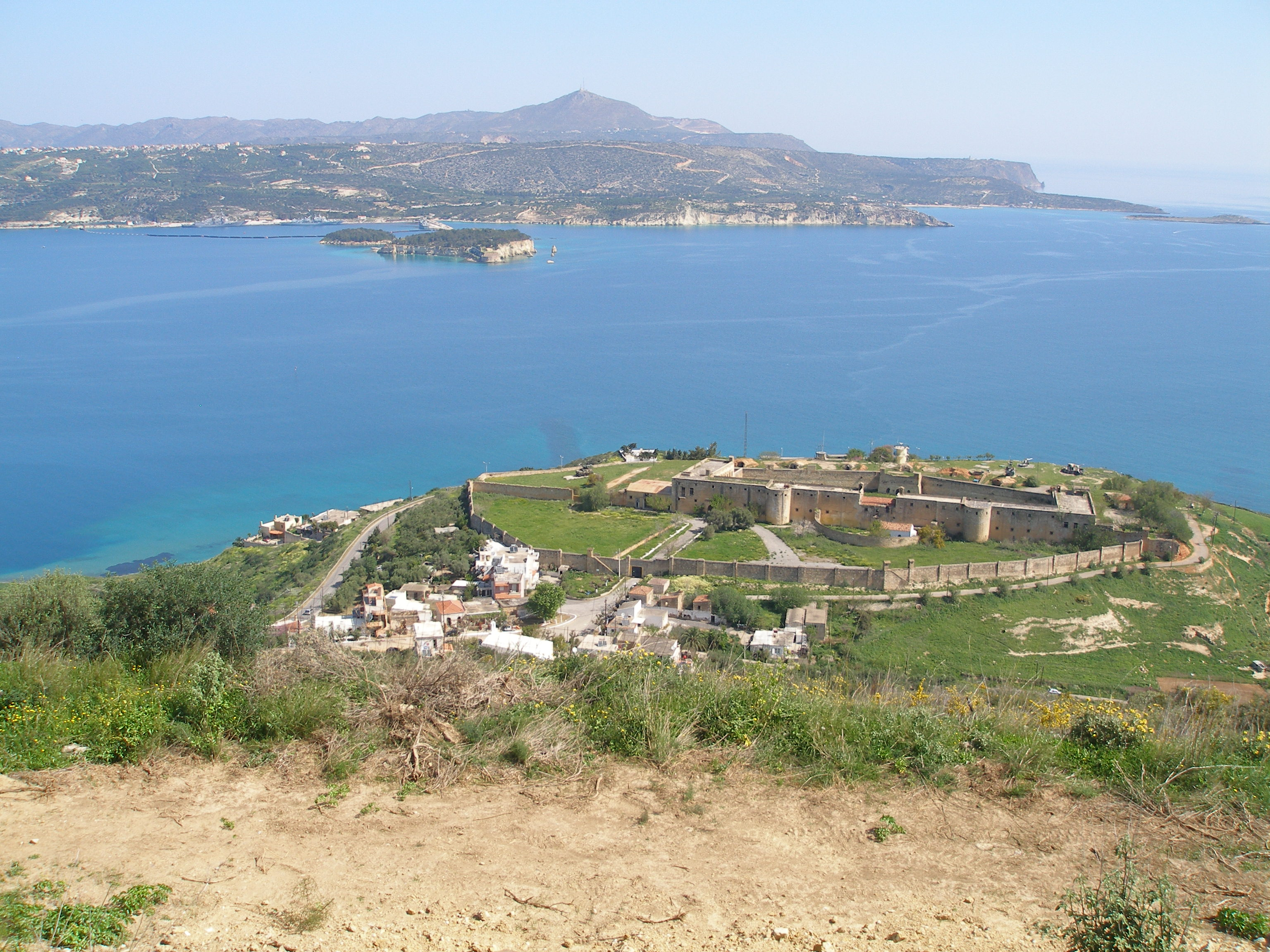
ورودی خلیج سودا، با قلعه عزالدین در پیش زمینه

بندر طبیعی در نزدیکی شهر سودا (کرت) در ساحل شمال غربی جزیره یونانی کرت است. این خلیج حدود ۱۵ کیلومتر طول و تنها دو تا چهار کیلومتر عرض دارد و یک بندر طبیعی عمیق است. بین شبه‌جزیره آکروتیری و کیپ دراپانو تشکیل شده‌است و از غرب به شرق امتداد دارد. این خلیج از دو طرف توسط تپه‌هایی مشرف است که دارای یک تنگه نسبتاً کم و باریکه خاکی در غرب در نزدیکی Chania خانیا است.